# Lars Henrik Aagaard
Lars Henrik Aagaard (født 14. april 1961 i Hjørring) er en dansk journalist, kommentator, forfatter og quizmaster. Han er uddannet journalist 1984-88 fra Danmarks Journalisthøjskole i Aarhus. Siden 1988 fastansat på avisen Berlingske, bl.a. som litteraturreporter (1990-96), kulturredaktør (1998-2001) og fra 2002 som videnskabsjournalist.
Lars Henrik Aagaard udviklede i 2003 Berlingskes faste feriequiz "Er du rigtig klog?" og har siden formuleret over 1.000 spørgsmål årligt til quizzen. Fra 2009 videnskabskommentator med den ugentlige kommentar "Videnskabet". Fast "Professor"-spalte i børneavisen Kids' News, indtil avisen blev lukket i 2018.
Han er forfatter til flere populærvidenskabelige bøger for både voksne og børn og har ofte optrådt  i radio og tv.
Deltager i Galathea 3-ekspeditionen, 2006-2007.
Lars Henrik Aagaard modtog i 2012 De Berlingske Journalisters Pris for indsigtsfuld videnskabsjournalistik samt for dækningen af tsunamien og atomkatastrofen i Japan i 2011 og af terrorkatastrofen i Oslo og på Utøya samme år.